# Chantecoq
Chantecoq er en fransk stumfilm fra 1916 af Henri Pouctal.

## Medvirkende
- Claude Mérelle.
- Gaston Michel.
- Julien Clément.
- Lise Gautier.
- Lucien Lehmann.